# Alfredo Cucco
Alfredo Cucco (Castelbuono, 26 janvier 1893 – Palerme, 21 janvier 1968) est un homme politique italien.
Ophtalmologue, il milite au sein du Parti national fasciste puis siège au Grand Conseil du fascisme. Après la Seconde Guerre mondiale, il est l'un des fondateurs du Mouvement social italien qu'il représente au Parlement entre 1953 et sa mort.

## Biographie

### Jeunesse
Éduqué dans les valeurs du Risorgimento de son père médecin, Alfredo Cucco obtient son baccalauréat classique au lycée Mandralisca en 1910 puis est diplômé de médecine en 1916 à Palerme. 
Il poursuit à Rome, auprès de l'ophtalmologue Giuseppe Cirincione, ses études et publie de nombreuses contributions en ophtalmologie qui lui permirent, en 1922 d'obtenir le titre de professeur libre d'ophtalmologie à l'Université de Rome.
Il écrit dans L'Ora durant ses études et dans le mensuel Sicilia Giovane.

### Militant nationaliste puis leader fasciste palermitain
Peu avant les élections politiques de 1919, Alfredo Cucco lance à Palerme le périodique nationaliste La Fiamma Nazionale dans les pages duquel il attaque les élites, le pouvoir national et local, l'anarchisme, prône l'alliance de la bourgeoisie et du prolétariat et même l'occupation des terres par les paysans ce que ne défendra pas plus tard le parti fasciste.
Partisan du rapprochement avec Mussolini prôné par Luigi Federzoni, Alfredo Cucco est nommé, lors du premier congrès régional nationaliste en janvier 1921, secrétaire sicilien du parti nationaliste qui s'engage dans la réaction, abandonnant le soutien des luttes paysannes en faveur de l'accès aux terres au profit de la défense de la propriété foncière. Ainsi s'allie-t-il aux élections politiques de mai 1921, aux agrariens de Pietro Lanza di Scalea, alors que les fascistes soutiennent les principaux membres du combattisme (Scordia, La Bella, Musotto) présents dans l'Union nationale d'Orlando. Cucco gagne ainsi un espace politique que ne lui laisseraient pas les libéraux d'Orlando tout en rejoignant les fascistes autour de l'antibolchevisme. Mais il n'obtient que 5 000 voix, insuffisantes pour être élu alors que ses partenaires agrariens envoient Lo Monte, le prince de Scalea et Pucci di Benisichi à la chambre.
Cette défaite illustre la faible implantation du fascisme à Palerme avant la marche sur Rome, même si les squadristes s'attaquent aux bureaux du parti socialiste, à la chambre du travail et au siège de la Fiom, affrontent les ouvriers du Chantier naval et perturbent le meeting de Luigi Sturzo et Antonino Pecoraro Lombardo au Teatro Massimo.
Il devient le chef de file du fascisme palermitain. Après la Marche sur Rome et l’arrivée de Mussolini au pouvoir, les premiers élus locaux (dont les agrariens Scalea et Pucci, Scordia, Scialabba, Cirincione et Drago), et les responsables mafieux rejoignent le fascisme pour préserver leur position, ce que les militants historiques dénoncent dans la Fiamma Nazionale. Des tensions internes s'expriment, notamment avec Giuseppe Maggiore Di Chiara, exclu pour indiscipline après ses critiques contre l’alliance avec les notables libéraux. Les opposants à la direction de Cucco subissent des purges, la publication satirique de Maggiore Di Chiara, Il Babbìo, est suspendue. Puis les membres liés à la mafia sont expulsés du parti, entraînant la dissolution de certains groupes locaux (comme le Fascio dell'Arenella) et la création de groupes dissidents.
Il est élu député une première fois en 1924 sur la liste nationale du Parti national fasciste mais la liste qu'il mène n'obtient que 30,3 % des suffrages parlermitain alors que les fascistes recueillent 66 % des voix en Sicile. Mussolini vient en mai 1924 à Palerme, après quoi les fascistes de Palerme dirigés par Cucco lancent une offensive électorale pour remporter la mairie, à coups de répressions policières, de campagnes de propagande et de manifestations ou rassemblements auxquels participent Farinacci et Ciano, Federzoni, Ezio Maria Gray, Rossoni, ainsi que d'activités sociales et culturelles. Ils obtiennent le soutien des propriétaires fonciers et des industriels contre l'abandon de la réforme agraire qui toucherait à la propriété foncière et le maintien de la législation minière contre toute modernisation. 
Trois listes s'affrontent lors des élections municipales du 2 août 1925 : la liste nationale, conduite par le maire sortant aux côtés de fascistes et d'agrariens ; l'Union palermitaine pour la liberté de Vittorio Emanuele Orlando et de l'opposition aventinienne ; et la liste communiste. La liste nationale accueille des mafieux qui vaudront à Alfredo Cucco des accusations de connivence mafieuse de la part du préfet Cesare Mori, nommé pour lutter contre le crime organisé sicilien, mais emporte 61,23 % des voix et 64 conseillers.
La Fiamma cesse de paraître en 1927.
Dans le domaine de l'ophtalmologie, il travaille en particulier sur le lien entre les actions de contraception et les problèmes oculaires. Titulaire de la chaire de démographie à la faculté de droit de Palerme à partir de 1941, il y développe un racisme et un antisémitisme assumé, dirigé notamment contre les États-Unis.
Il est président de l'Organisation d'assistance aux réfugiés des pays envahis dans la République sociale italienne pour accueillir ses compatriotes fuyant l'avancée anglo-américaine. Il est également secrétaire adjoint du Parti national fasciste et sous-secrétaire à la culture à Salò.

### Professeur et député
De retour à Palerme en 1947, il retrouve les honneurs de l'Université comme professeur de clinique d'ophtalmologie et professeur de démographie.
En 1949, il fonde l'hebdomadaire I Vespri d'Italia, publié jusqu'en 1963 à l'époque où il quitte la chaire de démographie. 
Il retrouve les bancs de la Chambre des députés en 1953, 1958 et 1963, sur les listes du Mouvement social italien dont il est l'un des fondateurs. Au Parlement, il prend la parole sur les questions de santé, défend la création du ministère de la Santé, s'oppose à la loi Merlin. Il a été président de la Ligue nationale contre le tabagisme.
Une rue de Palerme porte le nom de Largo Alfredo Cucco. 